# Giaculatoria
Una giaculatoria è una breve preghiera non liturgica della tradizione popolare cristiana, particolarmente diffusa nella cattolica. È solitamente in rima, e si può dire singolarmente o in comunità,  ad alta voce oppure a mente.
La giaculatoria è un tipo di preghiera riconosciuta ed autorizzata dalla Chiesa o da un vescovo, ed è aggiunta alle preghiere liturgiche, come accade ad esempio per le preghiere di Fátima quando sono pronunciate durante il Santo Rosario.
La pronuncia delle giaculatorie è una pratica tipica della devozione popolare cristiana e non; esse hanno generalmente un contenuto semplice e chiaro, così da essere comprensibili, anche ai fedeli infanti in età prescolare, analfabeti, o illetterati.
Secondo il credo religioso, la comprensione della preghiera, è il primo e non unico fatto necessario per predisporsi a ricevere la grazia da Dio (come il perdono dei peccati, la guarigione miracolosa del corpo e della mente da un male o una malattia, una protezione, l'illuminazione dell'intelletto e dei sensi, ecc). Spesso le preghiere giaculatorie sono composte in rima per facilitarne la memorizzazione. Ad esempio:
"Lodato sempre sia
il sacro e santo nome di Gesù, di Giuseppe e di Maria"
"O glorioso o forte arcangelo San Michele,
in vita e morte, proteggetemi fedele"
"Dolce Cuore del mio Gesù, fa' che io Ti ami sempre più"
"Serviamo e adoriamo solo Te, Gesù Cristo, vero Dio e vero Uomo, Santo e Re"
Oppure, quando la processione passa per le edicole lungo le strade con la statua della Madonna:
"Passando per questa strada, ti saluto o Madre Beata. Passando per questa via, Ti saluto o Madre mia."
Essendo molto brevi, spesso si recitano ripetendole più volte o all'interno di altre preghiere: per esempio la prima e l'ultima citata sono fra quelle che si possono recitare al termine di ogni decina del Rosario.
Con la progressiva secolarizzazione in corso, l'uso di recitare le giaculatorie si sta via via perdendo e permane oggi soprattutto nei piccoli paesi e tra le fasce più anziane della popolazione.
Le giaculatorie possono essere anche brevi parole originali che il fedele recita ispirato dal proprio vissuto del momento e che lo aiutano a mantenere la presenza o l'unione con Dio. Possono quindi essere espressione della vita interiore del fedele, delle sue aspirazioni spirituali e del suo grado di unione con Dio, con gli angeli custodi o con i santi.

## Origine
Molte giaculatorie hanno origine scritturistica e lunga tradizione con radici nel giudaismo, come testimoniato anche da documenti ufficiali della Chiesa Cattolica come - per esempio - è riportato in un documento ufficiale del 2002: “Nella primitiva generazione cristiana si possono tuttavia già individuare i segni di una pietà personale, proveniente in primo luogo dalla tradizione giudaica, come il seguire le raccomandazioni e l'esempio di Gesù e di san Paolo circa la preghiera incessante (cf. Lc 18, 1; Rm 12, 12; 1 Ts 5, 17), ricevendo o iniziando ogni cosa con rendimento di grazie (cf. 1 Cor 10, 31; 1 Ts 2, 13; Col 3,17). Il pio israelita cominciava la giornata lodando e ringraziando Dio e proseguiva, con questo spirito, in ogni azione del giorno; in tal modo, ogni momento lieto o triste dava luogo a un'espressione di lode, supplica, pentimento. I Vangeli e gli altri scritti del Nuovo Testamento contengono invocazioni rivolte a Gesù, ripetute quasi come giaculatorie dai fedeli, fuori dal contesto liturgico e segno di devozione cristologica. C'è da pensare che fosse comune tra i fedeli ripetere espressioni bibliche quali: «Gesù, Figlio di Davide, abbi pietà di me» (Lc 18,38); «Signore, se vuoi, puoi sanarmi» (Mt 8,1); «Gesù, ricordati di me quando entrerai nel tuo regno» (Lc 23,42); «Mio Signore e mio Dio» (Gv 20,28); «Signore Gesù, accogli il mio spirito» (At 7,59). Sul modello di questa pietà si svilupperanno innumerevoli preghiere rivolte a Cristo dai fedeli di tutti i tempi.
Fin dal secolo II, si osserva che forme ed espressioni della pietà popolare - sia di origine giudaica, sia di matrice greco-romana, sia di altre culture - confluiscono spontaneamente nella Liturgia. È stato rilevato, ad esempio, che nel documento conosciuto come Traditio apostolica non sono infrequenti elementi di matrice popolare”.

## Etimologia
Secondo il 'Vocabolario Etimologico della Lingua Italiana" di Ottorino Pianigiani (1907, 1926),  il termine 'giaculatoria' deriva dal latino jaculatoria, da jaculari, 'lanciare', 'vibrare', denominativo da jaculum dardo, saetta, che dal suo canto viene da jacere, 'gettare'.
Il termine latino joculator (agg. jocularis) indicava i girovaghi professionisti della parola e di ogni pubblico intrattenimento (quali poeti, buffoni, musici, saltimbanchi), oggetto dei sermoni di san Cesario di Arles (470-543), del Concilio di Toledo III (589) e di Tours (813).
In ambito ecclesiastico, l'espressione Clerici vagantes disciplinava invece la vita dei religiosi (studenti e docenti) che nell'Europa altomedioevale erano privi di una specifica sede episcopale di riferimento.